# Ogrodoterapia

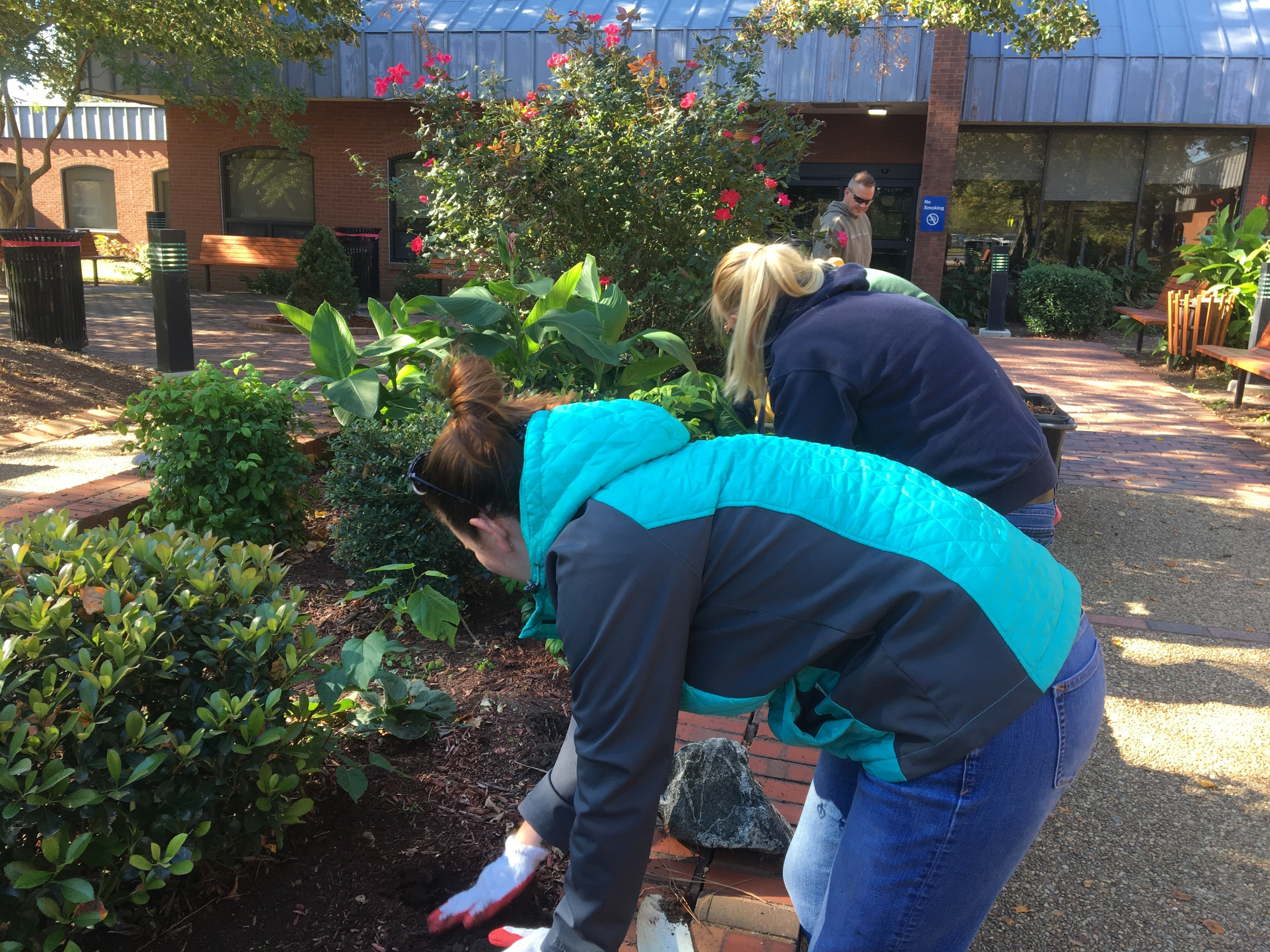
Amerykańscy weterani biorący udział w ogrodoterapii

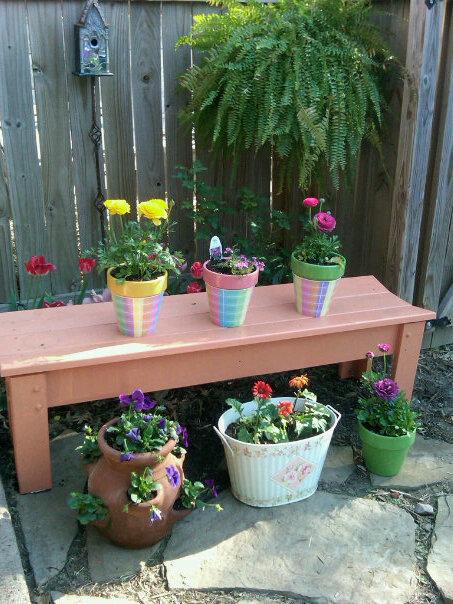
Ogródek przydomowy

Ogrodoterapia (także: hortiterapia, ogrodolecznictwo, hortikuloterapia, terapia ogrodnicza) – metoda terapii wykorzystująca ogrody w pracy z pacjentami, polega na wykonywaniu w ogrodzie pracy fizycznej związanej z utrzymaniem ogrodu. Terapia ta jest stosowana  w przypadku rekonwalescencji po udarach, wypadkach i paraliżach. Pomimo braku uznania jako terapia terapeutyczna jest również stosowana u osób z zaburzeniami psychicznymi i niepełnosprawnością, a także jako metoda terapeutyczna dla osób wykluczonych społecznie: więźniowie, mniejszości narodowe, młodociani przestępcy, a także, jako metoda uzupełniająca w leczeniu uzależnień.

## Historia
Dobroczynne działanie ogrodów znane było już w starożytności, np. w Egipcie członkom rodziny faraona z problemami psychicznymi zalecano spacery po ogrodach przypałacowych. Pod koniec XVIII wieku zaczęto bardziej szczegółowo badać wpływ roślin na samopoczucie człowieka. M.in. Benjamin Rush odkrył związek postępów terapii psychiatrycznej z zajmowaniem się przez pacjentów roślinami. Bywa z tego względu nazywany ojcem ogrodoterapii. W 1817 w Filadelfii otwarto klinikę psychiatryczną z ogrodami, gdzie podopieczni pracowali w sąsiedztwie parku przy uprawie warzyw i drzew owocowych. W 1847 w piśmie American Journal of Insanity ukazał się artykuł ukazujący pracę z roślinami jako skuteczny sposób oderwania myśli pacjenta od własnych stanów chorobowych. W Europie psychiatra francuski Philippe Pinel opowiadał się za terapią poprzez pracę, w tym i pracę w ogrodzie. Jego uczeń, Jean-Étienne Dominique Esquirol wskazywał również na doskonałe wyniki w tym zakresie. W Anglii, w XIX wieku, przy domach dla obłąkanych lokowano często gospodarstwa rolne, które miały nie tylko wymiar praktyczny, ale służyły do zajmowania pacjentów czynnościami rozładowującymi agresję. Pierwsze programy ogrodoterapii dla pacjentów psychiatrycznych (w tym weteranów z I wojny światowej) opracowano w początku XX wieku. Rozpowszechniły się one znacząco zwłaszcza w Wielkiej Brytanii i USA po 1945.

## Charakterystyka
Terapia ta polega na urządzaniu ogrodów przez osoby po traumach (np. weterani wojenni w USA) lub osób niepełnosprawnych, które uczestniczą w uprawie i pielęgnowaniu roślin. Wpływa to pozytywnie na ich samopoczucie i proces rehabilitacji. Uczestnicząc w pracach ogrodowych i pozostając w kontakcie z przyrodą stają się pełnoprawnymi, współodpowiedzialnymi członkami wspólnoty opiekującej się ogrodem.
Ogrodoterapia jest obiecującą metodą leczenia zespołu stresu pourazowego (PTSD) poprzez m.in. uprawę warzyw i ich wspólne spożywanie, co pozwala poprawić nastrój, zmniejszyć poczucie osamotnienia i zapewnić zdrowszy skład diety.
Zarówno bierne, jak i aktywne interakcje między ludźmi a roślinami mogą poprawić zdrowie psychiczne, fizyczne i społeczne i mogą być wykorzystywane jako narzędzie do pozytywnego wpływania na proces starzenia się i samowystarczalność osób starszych.
Ogrodoterapia ma wielostronny wpływ na zdrowie i rozwój:
- znacząco łagodzi depresję i lęki, obniża wskaźnik masy ciała, a także zwiększa zadowolenie z życia, jakość życia i poczucie wspólnoty[7],
- nadaje poczucie sprawczości i możliwości wpływu na przyrodę,
- pobudza zmysły i procesy poznawcze,
- wspomaga rozwój emocjonalno-społeczny,
- poprawia koordynację wzrokowo-ruchową oraz sprawność manualną,
- usprawnia komunikację i rozwój mowy,
- wspiera w optymalnym wykorzystaniu potencjału rozwojowego,
- wspiera dzieci w osiąganiu niezależności,
- przeciwdziała pogłębianiu zaburzeń w rozwoju psychoruchowym osób z głębszą niepełnosprawnością ruchową[8].

W Polsce terapia ta nie jest oficjalnie uznaną przez ośrodki medyczne formą terapii i rehabilitacji, chociaż zajęcia ogrodnicze włączane są do programów ośrodków dysponujących zapleczem ogrodniczym, takich jak szkoły, przedszkola, domy opieki społecznej, szpitale psychiatryczne, ośrodki odwykowe, warsztaty terapii zajęciowej. Ostatnio jest popularyzowana szczególnie w nauczaniu przedszkolnym, także u dzieci z autyzmem i niepełnosprawnych ruchowo i/lub umysłowo. Programy terapii ogrodniczej są zróżnicowane i zależą od dostępnego zaplecza ogrodniczego, a przede wszystkim potrzeb i możliwości klientów. Programy te można podzielić na trzy grupy:
- zawodowe – podnoszące kwalifikacje zawodowe uczestników, zwiększające ich możliwości zdobycia zatrudnienia,
- terapeutyczne – skoncentrowane na leczeniu chorób psychicznych i fizycznych oraz urazów powypadkowych[9],
- społeczne – poprawiające umiejętności komunikacyjne uczestników, nawiązywanie kontaktów, umożliwiające włączanie do społeczności.

## Ogrodoterapia w literaturze pięknej
W literaturze pięknej wątek korzystnego wpływu ogrodnictwa na zdrowie obecny jest m.in. w:
- Pięć ziarenek grochu – baśń Hansa Christiana Andersena z połowy XIX w.
- Elizabeth i jej ogród – powieść Elizabeth von Arnim z 1898 r.
- Tajemniczy ogród – powieść Frances Hodgson Burnett z 1911 r.
- Róże panny Róży – opowiadanie Marii Rodziewiczówny  z 1938 r.